# Tour del Cáucaso
El Tour del Cáucaso (oficialmente:Tour of Kavkaz) es una competición ciclista rusa por etapas que se disputa alrededor de la región del Cáucaso. Desde 2014 forma parte del UCI Europe Tour, en categoría 2.2. (última categoría del profesionalismo).

## Palmarés
| Año  | Ganador          | Segundo       | Tercero         |
| ---- | ---------------- | ------------- | --------------- |
| 2014 | Serguéi Firsánov | Sergey Belykh | Kirill Sinitsyn |

## Palmarés por países
| País  | Victorias |
| ----- | --------- |
| Rusia | 1         |